# O duši
O duši (gr. Περὶ ψυχῆς) je Aristotelovo delo, ki obravnava dušo kot značilnost vsakega živega bitja, poseben poudarek je na človeški duši. V nekem smislu gre za psihološko razpravo.

## Psihologija spoznavanja
Za človeško dušo je značilna posebna stopnja, νοῦς (duh, um), ki različne pojme spaja v enotnost. To spajanje pojmov (sinteza) pa lahko proizvede bodisi resnico bodisi zablodo. Za duh velja, da do svojih spoznanj pride skozi nasprotja, tj. trdilne (phasis) in nikalne sodbe (apophasis). Vsaka sodba je lahko resnična ali lažna (neresnična), vsakič pa se nanaša na bistveno bit (τὸ τί ἦν εἶναι). Udejanjena vednost (ἡ κατ' ἐνέργειαν ἐπιστήμη) se po Aristotelu ujema s stvarmi. Za mislečo dušo predstave, podobe (τὰ φαντάσματα) delujejo kot zaznave. S pomočjo predstav in miselnih podob duša lahko razlikuje med prihodnostjo in sedanjostjo (III.7)

## Teksti na spletu
povzetek dela na Wikiverzi (angleščina)